# Ван, Джимми (актёр)
Джимми Ван Юй (кит. упр. 王羽, пиньинь Wáng Yǔ, ютпхин: wong4 jyu5; 28 марта 1943 — 5 апреля 2022) — актёр Гонконга и Тайваня, а также режиссёр, сценарист и продюсер. Слава пришла к кинематографисту после роли в фильме с боевыми искусствами 1967 года «Однорукий меченосец», снятом на студии Shaw Brothers. «Китайский боксёр» (1970), другой фильм, который он срежиссировал лично, стал первым в Гонконге, положившем начало фильмам кунг-фу.

## Карьера
Перед приходом на студию братьев Шао в 1963 году, Ван служил в Национально-революционной армии, был чемпионом по плаванию в Гонконге и энтузиастом в автомобильных гонках. «Храм Красного Лотоса» (1965) — первый фильм в его кинокарьере. В 1968 году снялся в фильме «Золотая ласточка» с Чжэн Пэйпэй режиссёра Чжана Чэ.
Если «Однорукий меченосец» дал хорошее начало его кинокарьере, то «Китайский боксёр» принёс ему славу в Гонконге. «Китайский боксёр» стал первым гонконгским фильмом с боевыми искусствами, в котором герои сражались с помощью кунг-фу, а не на мечах как было раньше. Это вызвало явление, распространившееся в рядах многих китайских ассоциаций боевых искусств в Юго-Восточной Азии: китайские юноши, стремясь подражать Джимми Вану, били по мешкам с песком и изучали историю шаолиньского кунг-фу.
Разногласия Вана с Shaw Brothers разрослись после успеха «Китайского боксёра». Он порвал контракт со студией, что привело к судебным разбирательствам. Дело было выиграно студией, Вану запретили сниматься в Гонконге. Желая продолжить карьеру в кино, Ван начал сниматься на Тайване, сотрудничал со студией Golden Harvest. В дальнейшем большинство фильмов было снято на Тайване.
С успехом Китайского боксёра Ван был главной экшн-звездой в Юго-Восточной Азии. Но в начале 1970-х в кинематографе появились новые звёзды боевиков, такие как Ти Лун, Дэвид Цзян, и конечно же Брюс Ли, роль которого в «Большом боссе» сильно повлияла на боевой жанр.
В 1976 году Ван снялся с тогда ещё малоизвестным Джеки Чаном в фильме Ло Вэя «Метеор-убийца». В конце 1970-х Джимми помог Джеки урегулировать спор с Ло Вэем. Потом Чан выразил благодарность Джимми Вану, сыграв в фильмах «Отряд с фантастической миссией» (1982) и «Остров огня» (1990).
В 1986 году Саммо Хун принял Вана в фильм «Экспресс миллионеров» на роль Вон Кхэйина, отца народного героя Китая Вон Фэйхуна. В последующие годы Джимми Ван почти не снимался и редко появлялся на публике, сделав исключение в 2002 году на похоронах режиссёра Чжана Чэ.
В последние годы, начиная с 2011, Джимми Ван снялся в нескольких фильмах.
Карьера Джимми Вана насчитывает более 70 ролей и охватывает более двух десятилетий. В начале карьеры он был самым высокооплачиваемым актёром, до того, как в кино появился Брюс Ли и побил его рекорд.

## Личная жизнь
В 1969 году женился на актрисе Джанет Линь, которая была на девять лет старше его. До этого у актёра был скандальный роман с Цинь Цзянь. Она повесилась перед разводом. Джанет Линь, имевшая хорошую репутацию в кино, сразу же покинула карьеру после свадьбы. Брак оказался не очень счастливым и распался в 1975 году. У них было три дочери. Их старшая дочь, Линда Вон, стала известной певицей в 1990-х. Джанет переехала в США в 1977 году и умерла 1995 после приступа астмы.

## Фильмография
| Год  | Китайское название       | Английское название                              | Русское название                               | Роль                         | Примечание                            |
| ---- | ------------------------ | ------------------------------------------------ | ---------------------------------------------- | ---------------------------- | ------------------------------------- |
| 1965 | 江湖奇俠                 | Temple of the Red Lotus                          | Храм Красного лотоса                           | Гуй У                        |                                       |
| 1965 | 鴛鴦劍俠                 | The Twin Swords                                  | Мечи-близнецы                                  | Гуй У                        |                                       |
| 1966 | 虎俠殲仇                 | Tiger Boy                                        | букв. Рыцарь-тигр уничтожает соперника         | Лэй Ху                       |                                       |
| 1966 | 邊城三俠                 | The Magnificent Trio                             | Великолепное трио                              | Лу Фан                       |                                       |
| 1966 | 亞洲秘密警察             | Asia-Pol                                         | букв. Тайная азиатская полиция                 | Ян Минсюань                  |                                       |
| 1966 | 蘭姨                     | Auntie Lan                                       | Тётя Лань                                      | Хэ Ювэнь                     |                                       |
| 1966 | 歡樂青春                 | The Joy of Spring                                | Радость весны                                  | в роли самого себя           | камео                                 |
| 1967 | 斷腸劍                   | The Trail of the Broken Blade                    | Тропа сломанного клинка                        | Ли Юэ / Цзян Ци              |                                       |
| 1967 | 琴劍恩仇                 | The Sword and the Lute                           | Меч и лютня                                    | Гуй У                        |                                       |
| 1967 | 獨臂刀                   | One-Armed Swordsman                              | Однорукий меченосец                            | Фан Ган                      |                                       |
| 1967 | 大刺客                   | The Assassin                                     | Убийца                                         | Не Чжэн                      |                                       |
| 1968 | 金燕子                   | Golden Swallow                                   | Золотая ласточка                               | Серебряный Коршун Сяо Пэн    |                                       |
| 1968 | 神刀                     | The Sword of Swords                              | букв. Божественный меч                         | Лин Чжэньсяо                 |                                       |
| 1969 | 獨臂刀王                 | Return of the One-Armed Swordsman                | Возвращение однорукого меченосца               | Фан Ган                      |                                       |
| 1970 | 春火                     | My Son                                           | букв. Весенний огонь                           | Ян Голян                     |                                       |
| 1970 | 龍虎鬥                   | The Chinese Boxer                                | Китайский боксёр                               | Лэй Мин                      | режиссёр, сценарист                   |
| 1971 | 獨臂刀大戰盲劍客         | Zatoichi and the One-Armed Swordsman             | Однорукий самурай                              | Ван Ган                      |                                       |
| 1971 | 黑白道                   | The Brave and the Evil                           | Храбрец и зло                                  | Железная Ладонь Бай Сыфэн    | режиссёр, сценарист                   |
| 1971 | 俠義雙雄                 | The Gallant Duo                                  | букв. Два благородных героя                    | И Цзюнь                      |                                       |
| 1971 | 大煞星                   | The Professional Killer                          |                                                | Лу Хэган                     |                                       |
| 1971 | 獨行大鏢客               | The Magnificent Chivalry                         |                                                | Лэй Бяо                      |                                       |
| 1971 | 劍                       | The Sword                                        | Меч                                            | Сяхоу Вэй                    | постановщик поединков                 |
| 1971 | 一夫當關                 | The Invincible Sword                             | Непобедимый меч                                | Лин Жуфэн                    |                                       |
| 1971 | 追命槍                   | The Desperate Chase                              | Отчаянная погоня                               | Лун Дайтянь                  |                                       |
| 1971 | 威震四方                 | The Hero                                         | букв. Потрясти весь мир                        | Сюэ Эрлан                    |                                       |
| 1972 | 霸王拳                   | Furious Slaughter                                | Яростная схватка                               | Ма Юнчжэнь                   |                                       |
| 1972 | 驚天動地                 | Chow Ken                                         | букв. Потрясти небо и всколыхнуть землю        | Сюй Силинь                   |                                       |
| 1972 | 忠義門                   | Boxers of Loyalty & Righteousness                | букв. Последователи честности и справедливости | Ли Юй / Е Тяньсинь           |                                       |
| 1972 | 馬素貞報兄仇             | Ma Su Chen                                       | Ма Сучжэнь, боксёр-бунтарь                     | Ма Юнчжэнь                   |                                       |
| 1972 | 天王拳                   | Showdown                                         | букв. Императорский кулак                      | Фан Шаоцин                   |                                       |
| 1972 | 縱橫天下                 | The Invincible                                   |                                                | Ли Мубай                     |                                       |
| 1972 | 大盜                     | The Fastest Fists                                | букв. Грабители                                | Хун Цзинбао                  |                                       |
| 1972 | 獨臂拳王                 | One Armed Boxer                                  | Однорукий боксёр                               | Юй Тяньлун                   | режиссёр, сценарист                   |
| 1972 | 一身是胆                 | The Gallant                                      | букв. Весь — сама отвага                       | Юэ Пэн / Сунь Цзун / Сун И   |                                       |
| 1972 | 狂風沙                   | The Adventure                                    | букв. Песчаная буря                            | Гуань Дуншань                |                                       |
| 1972 | 何日再吻君               | A Kiss to Remember                               |                                                | Джимми                       |                                       |
| 1972 | 英雄膽                   | The Lion's Heart                                 | букв. Геройская отвага                         | Ван Юйшань                   |                                       |
| 1972 | 唐人鏢客                 | Wang Yu, King of Boxers                          | Ван Юй, кричащий тигр                          | Ма Тайюн                     |                                       |
| 1973 | 冷面虎                   | A Man Called Tiger                               | Человек по имени Тигр                          | Цзинь Ху                     |                                       |
| 1973 | 英雄本色                 | Knight-Errant                                    | Странствующий рыцарь                           | Линь Хошэн                   |                                       |
| 1973 | 夜女郎                   | Girl of the Night                                | Девушка ночи                                   | —                            | исполнительный продюсер               |
| 1973 | 海員七號                 | Seaman No. 7                                     | Моряк номер 7                                  | Ван Хайлун                   |                                       |
| 1973 | 鐵漢                     | The Iron Man                                     | Стальной человек                               | Чжан Цзе                     |                                       |
| 1973 | 戰神灘                   | Beach of the War Gods                            | Побережье Богов Войны                          | Сяо Фэн                      | режиссёр, сценарист                   |
| 1973 | 雙龍出海                 | The Two Cavaliers                                | букв. Два дракона выходят в море               | Блудный Сын Юй Фэй           |                                       |
| 1973 | 黑色星期五               | The Black Friday                                 | Чёрная пятница                                 | Чэнь Ган                     |                                       |
| 1973 | 龍虎金剛                 | The Tattooed Dragon                              | Татуированный Дракон                           | Дракон                       |                                       |
| 1974 | 四大天王                 | Four Real Friends                                | букв. Четыре небесных царя                     | Сяо Бао                      | режиссёр                              |
| 1975 | 大千世界                 | My Wacky, Wacky World                            | букв. Многообразный мир                        | фальшивый селянин            |                                       |
| 1975 | 直搗黃龍                 | The Man from Hong Kong                           | Человек из Гонконга                            | Фан Шэнлин                   | режиссёр                              |
| 1975 | 避孕大全                 | A Cookbook of Birth Control                      | букв. Полный свод о контрацепции               | Ван Цзясюн                   |                                       |
| 1976 | 獨臂拳王大破血滴子       | One-armed Boxer vs. the Flying Guillotine        | Повелитель летающей гильотины                  | Юй Тяньлун                   | режиссёр, сценарист                   |
| 1976 | 虎鶴雙形                 | Tiger & Crane Fists                              | букв. Двойной стиль тигра и журавля            | Чжан Шэнцян                  | режиссёр                              |
| 1976 | 風雨雙流星               | The Killer Meteors                               | Метеор-убийца                                  | Мэй Синхэ                    |                                       |
| 1976 | 鱷潭群英會               | A Queen's Ransom                                 | Выкуп за королеву                              | Джимми                       |                                       |
| 1976 | 獵人                     | The Great Hunter                                 | букв. Охотник                                  |                              |                                       |
| 1976 | 半斤八両                 | The Private Eyes                                 | Частные детективы                              | актёр на экране в кинотеатре |                                       |
| 1976 | 獨臂拳王勇戰楚門九子     | One Armed Against Nine Killers                   | Однорукий фехтовальщик против девяти убийц     | Лю Чжэнъи / Лю Ишоу          | исполнительный продюсер               |
| 1977 | 獨臂雙雄                 | The One-Armed Swordsmen                          | букв. Два одноруких героя                      | Фан Пэн                      | режиссёр, продюсер                    |
| 1977 | 獨臂刀大戰獨臂刀         | One Arm Chivalry Fights Against One Arm Chivalry | Указывающий перст смерти                       | Цзи Цзыцян                   |                                       |
| 1977 | 血連環                   | The Deadly Silver Spear                          | Смертельное серебряное копьё                   | Лун Фэйюнь                   |                                       |
| 1977 | 判決                     | The Criminal                                     | букв. Приговор                                 | Хун Дахао                    |                                       |
| 1977 | 大江南北                 | The Double Double Cross                          | Двойной предатель                              | Чёрный Костюм                | исполнительный продюсер               |
| 1977 | 神拳大戰快鎗手           | Return of the Chinese Boxer                      | Возвращение китайского боксёра                 | Сяо Байлун                   | режиссёр, продюсер                    |
| 1977 | 大腳娘子                 | Revenge of Kung Fu Mao                           |                                                | городской голова             |                                       |
| 1978 | 燈籠街                   | The Lantern Street                               | Улица Фонарей                                  | Чжан Чоу                     |                                       |
| 1978 | 手足情深                 | My Dear Brother                                  | букв. Братская любовь                          | Чжэнсюн                      |                                       |
| 1978 | 瘋狂大攻勢               | Big Leap Forward                                 |                                                |                              |                                       |
| 1979 | 俏師妹                   | Cute Foster Sister                               | Симпатичная сестра-наставница                  | —                            | исполнительный продюсер               |
| 1980 | 古寧頭大戰               | The Battle of Ku-Ning-Tou                        | букв. Великая битва за Гунинтоу                | Ян Чжань                     |                                       |
| 1980 | 鳳凰淚                   | Only Yesterday                                   | букв. Слёзы феникса                            | Мутянь                       | исполнительный продюсер               |
| 1981 | 雞蛋石頭碰               | The Taxi Driver                                  |                                                | —                            | планирование                          |
| 1983 | 迷你特攻隊               | Fantasy Mission Force                            | Отряд с фантастической миссией                 | старший лейтенант Дуань Хун  | продюсер                              |
| 1983 | 馬屁世家                 | Flattering Family                                |                                                |                              |                                       |
| 1984 | 上海灘十三太保           | The Shanghai Thirteen                            | Чёртова дюжина из Шанхая                       | Чёрная Шляпа                 |                                       |
| 1985 | 闖將                     | Clash of the Professionals                       | букв. Смельчак                                 | Ло Ган                       | исполнительный продюсер               |
| 1986 | 富貴列車                 | The Millionaires' Express                        | Экспресс миллионеров                           | Вон Кхэйин                   |                                       |
| 1986 | 最毒婦人心               | Most Cruel Is the Woman's Heart                  | Самое злое сердце — у женщины                  | —                            | исполнительный продюсер               |
| 1990 | 客途秋恨                 | Song of the Exile                                |                                                | —                            | исполнительный продюсер               |
| 1991 | 賭尊                     | All for the Gamblers                             |                                                | —                            | продюсер                              |
| 1991 | 千人斬                   | The Beheaded 1000                                | Тысяча обезглавленных                          | Юань Дэтай                   | исполнительный продюсер               |
| 1991 | 火燒島                   | Island of Fire                                   | Остров огня                                    | криминальный авторитет Гуй   | исполнительный продюсер, планирование |
| 1991 | 密宗威龍                 | The Tantana                                      | Тантана                                        | —                            | исполнительный продюсер               |
| 1992 | 伙頭福星                 | Shogun & Little Kitchen                          |                                                | Лам Чунъюнь                  |                                       |
| 1992 | 五湖四海                 | Requital                                         | Возмездие                                      | профессиональный убийца      |                                       |
| 1997 | 半生緣                   | Eighteen Springs                                 | Восемнадцать вёсен                             | —                            | исполнительный продюсер               |
| 1997 | 生日多戀事               | Stand Behind the Yellow Line                     |                                                | —                            | исполнительный продюсер               |
| 2011 | 武俠                     | Wu Xia                                           | Меченосцы                                      | лидер «72 демонов земли»     |                                       |
| 2011 | 保衛戰隊之出動喇！朋友！ | Let's Go!                                        | Вперёд!                                        | отец Анны                    |                                       |
| 2012 | 血滴子                   | The Guillotines                                  | Гильотины                                      | Гун Э                        |                                       |
| 2013 | 失魂                     | Soul                                             | Душа                                           | дядя Ван                     |                                       |

## Награды и номинации
Тайбэйский кинофестиваль Golden Horse
- 1978 — номинация в категории «лучшая мужская роль» за фильм 手足情深[4]
- 2011 — номинация в категории «лучшая мужская роль второго плана» за фильм «Меченосцы» / 武俠[5]
- 2013 — номинация в категории «лучшая мужская роль» за фильм «Душа» / 失魂[6]
- 2019 — премия по совокупности жизненных заслуг[7]

Hong Kong Film Awards
- 2012 — номинация в категории «лучшая мужская роль второго плана» за фильм «Меченосцы» / 武俠[8]

Taipei Film Festival
- 2013 — приз в категории «лучшая мужская роль» за фильм «Душа» / 失魂[9]

Chinese Film Media Awards
- 2012 — номинация в категории «лучшая мужская роль второго плана» за фильм «Меченосцы» / 武俠[10]